# Tavoleto
Tavoleto là một đô thị ở tỉnh Pesaro và Urbino trong vùng Marche, nằm cách 80 km về phía tây bắc của Ancona và khoảng 25 km về phía tây nam của Pesaro. Tại thời điểm ngày 31 tháng 12 năm 2004, đô thị này có dân số 850 và diện tích là 12,0 km².
Đô thị Tavoleto có các frazione (đơn vị trực thuộc) Casinella.
Tavoleto giáp các đô thị sau: Auditore, Mercatino Conca, Mondaino, Monte Cerignone, Montefiore Conca, Saludecio, Sassocorvaro, Urbino.